# 飛騨大鍾乳洞

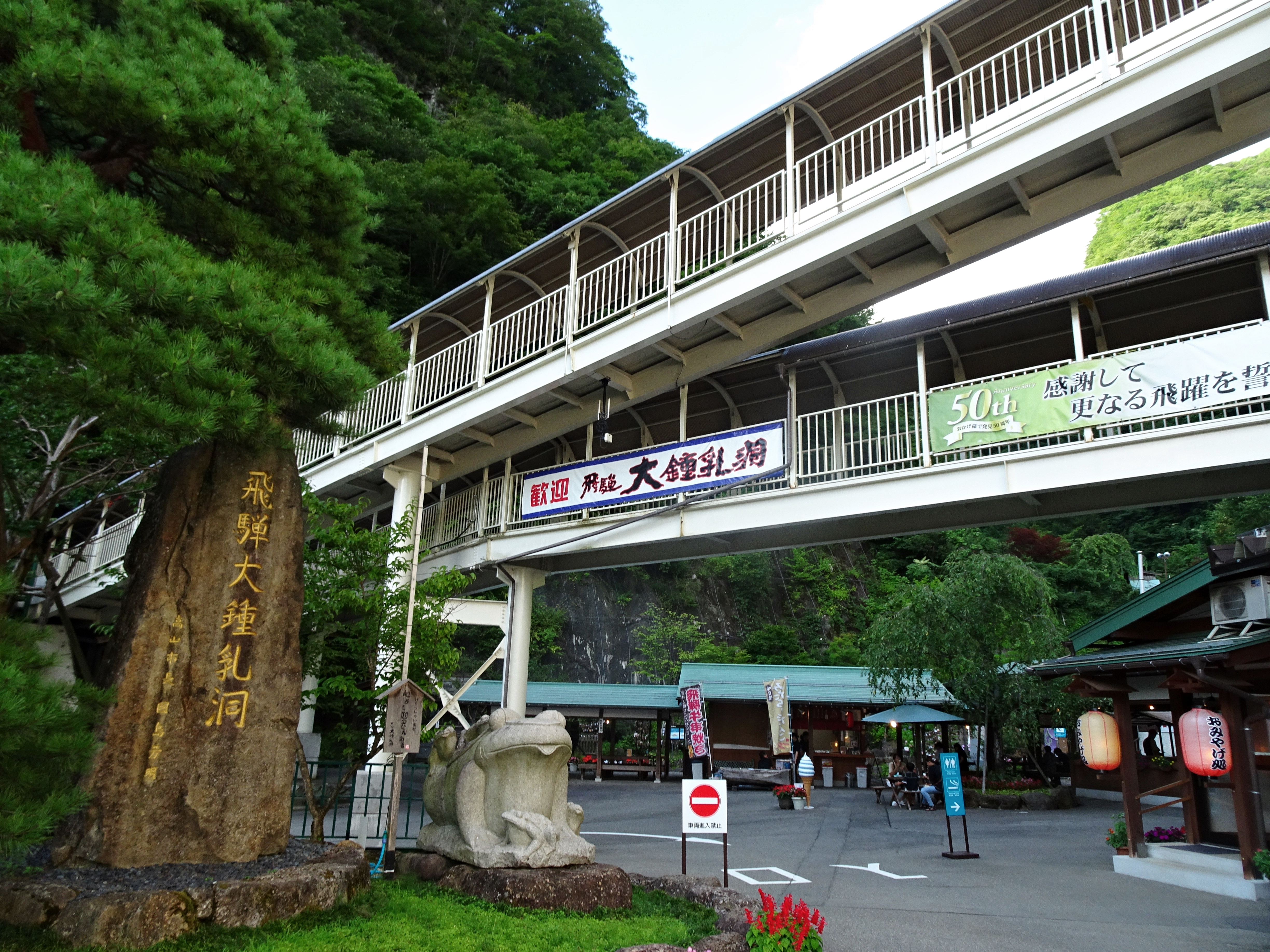
飛騨大鍾乳洞入口広場

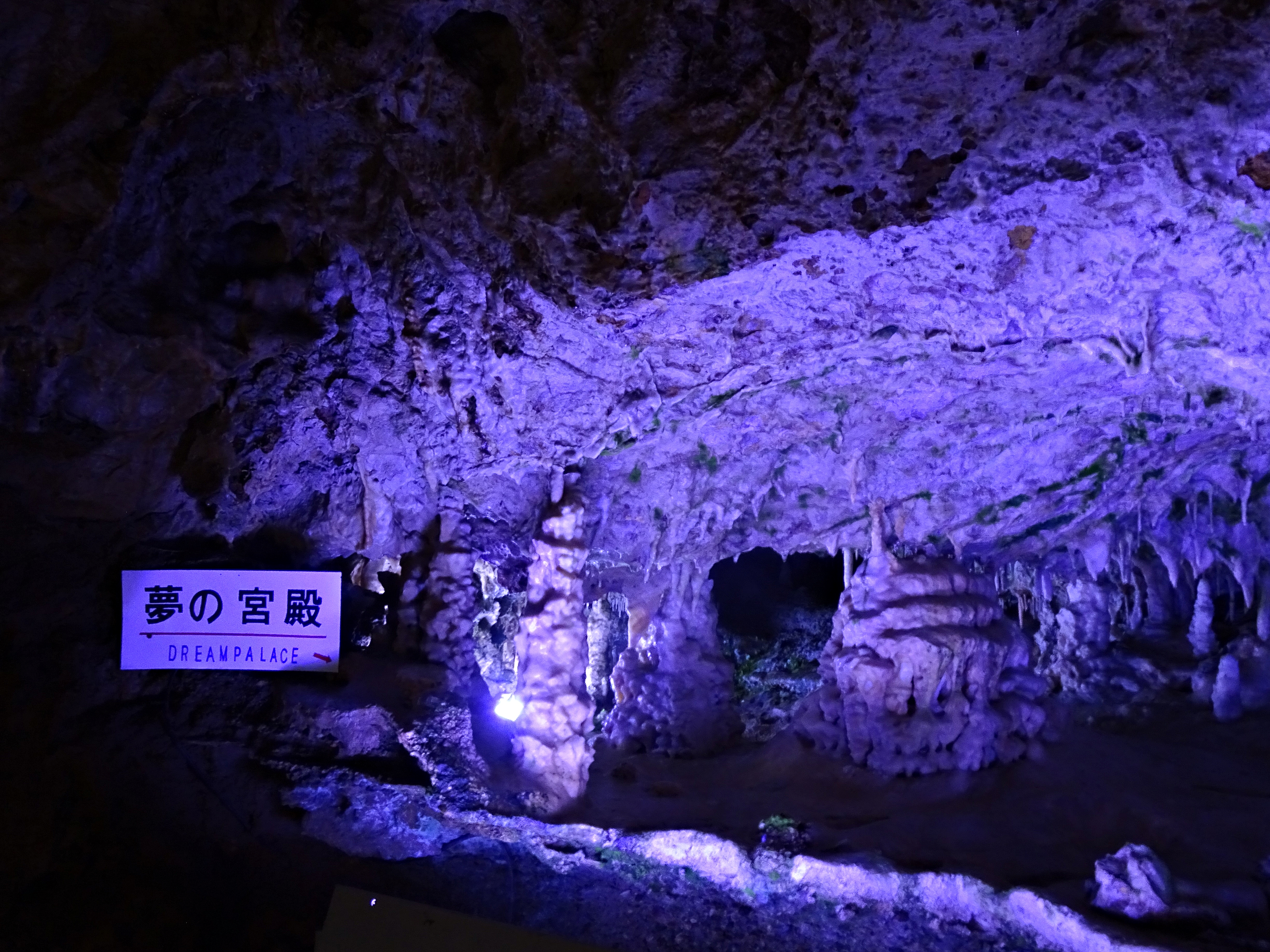
飛騨大鍾乳洞「夢の宮殿」

飛騨大鍾乳洞 （ひだだいしょうにゅうどう）は、岐阜県高山市にある1965年に大橋外吉が発見した観光洞部分800m、未開発洞部分1,000mの鍾乳洞である。現在は整備され1968年6月15日より観光鍾乳洞として一般公開されている。この鍾乳洞は標高900mに位置し日本にある観光鍾乳洞の中では一番標高が高い場所にある観光鍾乳洞として有名。鍾乳洞内からはウミユリ・フズリナなどの化石が多数発見されていて2億5千万年前ここが海底だったことがうかがえる。洞内の平均気温は、約12℃。併設して大橋コレクション館があり、飛騨大鍾乳洞観光株式会社が管理運営する。

## 概要
- 所在地：岐阜県高山市丹生川町日面1147
- 電話：飛騨大鍾乳洞観光株式会社
- 営業日：年中無休
- 営業時間（受付）

4月～10月 8時～17時
11月～3月 9時～16時
- 駐車場：あり（無料）
- 入場料金（飛騨大鍾乳洞・大橋コレクション館共通券）

|                        | 一般    | 団体（20名以上） |
| ---------------------- | ------- | ---------------- |
| 小人（小・中学生以上） | 550円   | 350円            |
| 大人（高校以上）       | 1,100円 | 900円            |

## 見所
- 第1洞（この鍾乳洞の一番の見所）

「竜宮の夜景」が見所。（ヘリクタイト（ねじり曲がりながら垂れ下がる鍾乳石）やストロー（白く細長い鍾乳管）他）
- 第2洞（上り坂や階段が多い）

フローストーン（流れ石）が見所。
- 第3洞（急坂、急階段）

「月の世界」、「天降石」が見所。

## アクセス
- 濃飛バス
  - JR高山駅より平湯・新穂高線に乗車。「鍾乳洞口」下車。バス停からは無料送迎車。（バス停待合所に設置してあるインターホンにて事務所に連絡してバスを待つ）

- 自動車
  - 中部縦貫自動車道高山西ICより約40分。
  - 長野自動車道松本ICより約90分。